# Sigismund I. (Polen)

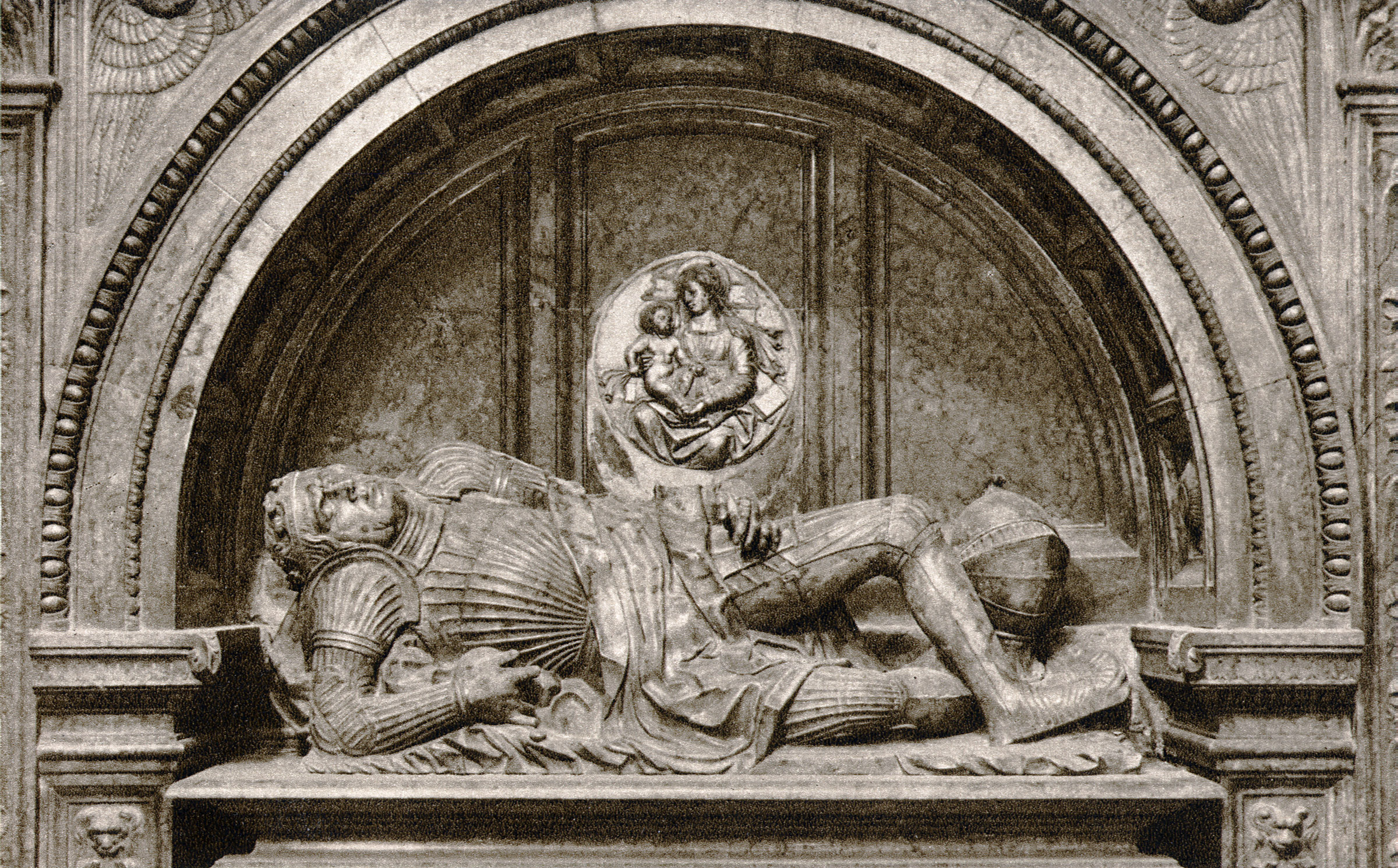
Hochgrab zu Sigismunds Lebzeiten von Bartolommeo Berrecci in der Sigismund-Kapelle der Wawel-Kathedrale gefertigt

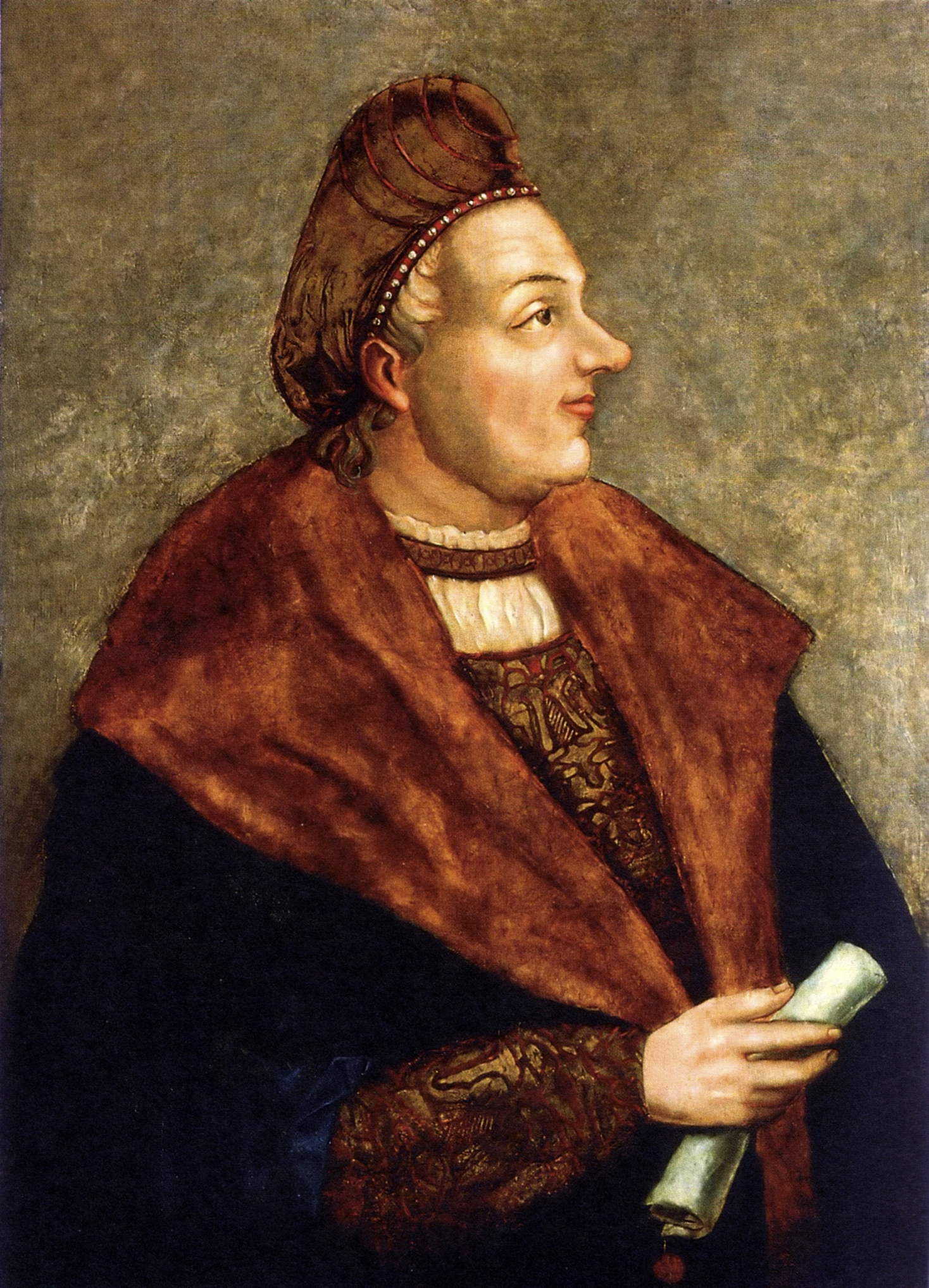
Sigismund I. im Jahr 1530, Ölgemälde auf Holz von Hans Dürer

Sigismund der Alte (polnisch Zygmunt I Stary, litauisch Žygimantas Senasis; * 1. Januar 1467 in Kozienice; † 1. April 1548 in Krakau) war ab 1507 als Sigismund I. König von Polen und als Sigismund II. Großfürst von Litauen, aus dem Adelsgeschlecht der Jagiellonen.

## Leben

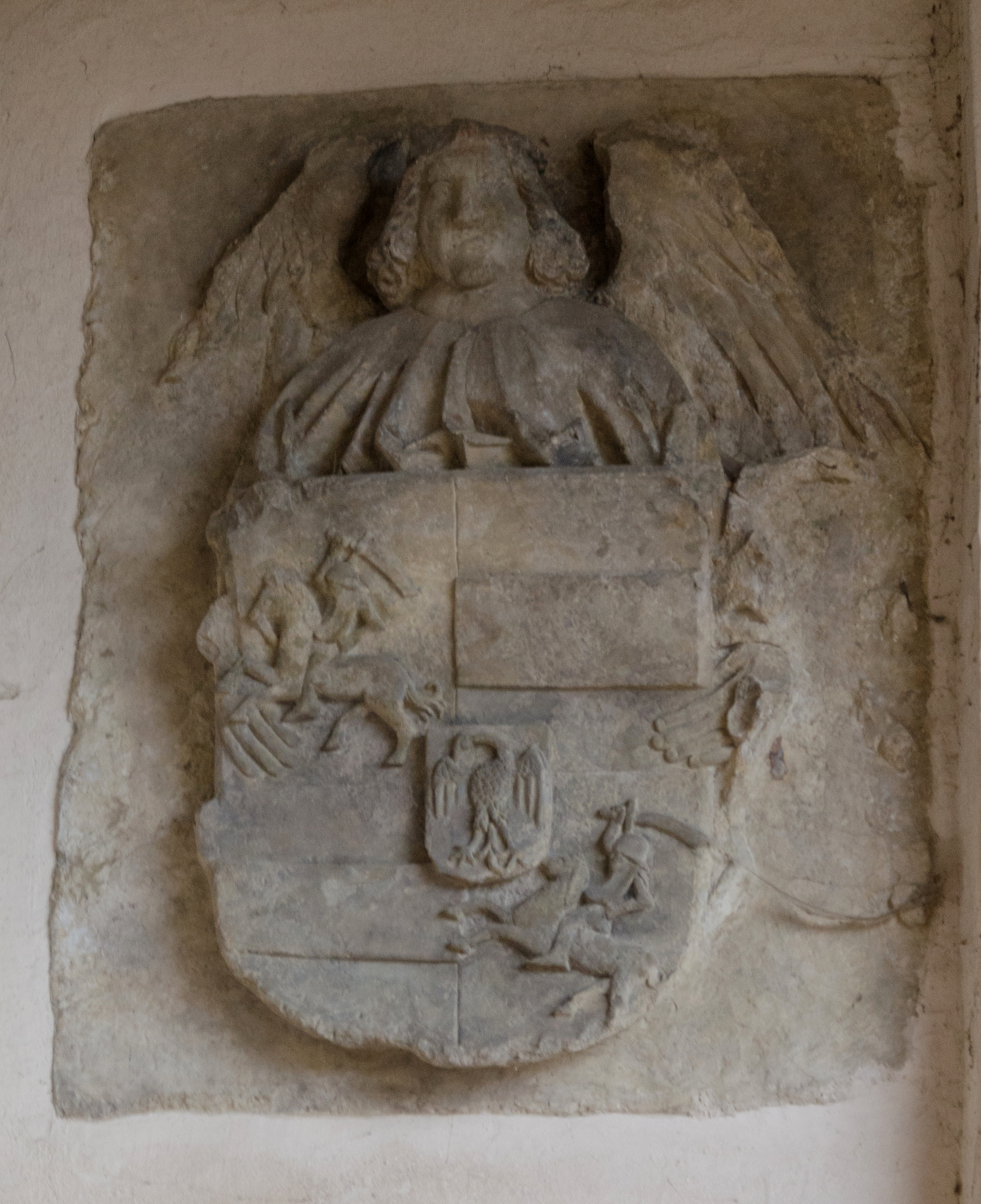
Prinzenwappen von Sigismund am Bautzener Matthiasturm

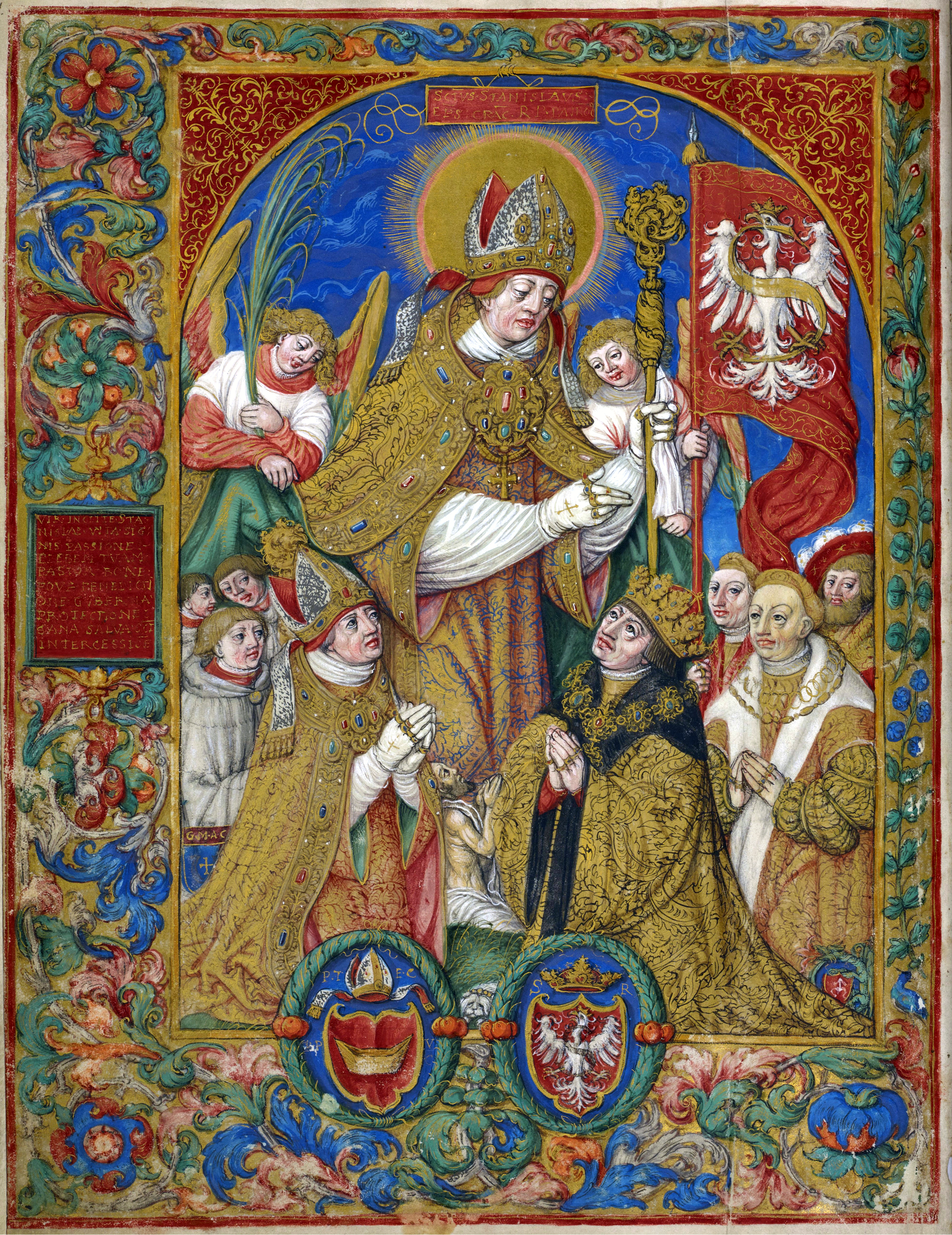
Sigismund I. vor dem Heiligen Stanislaus kniend

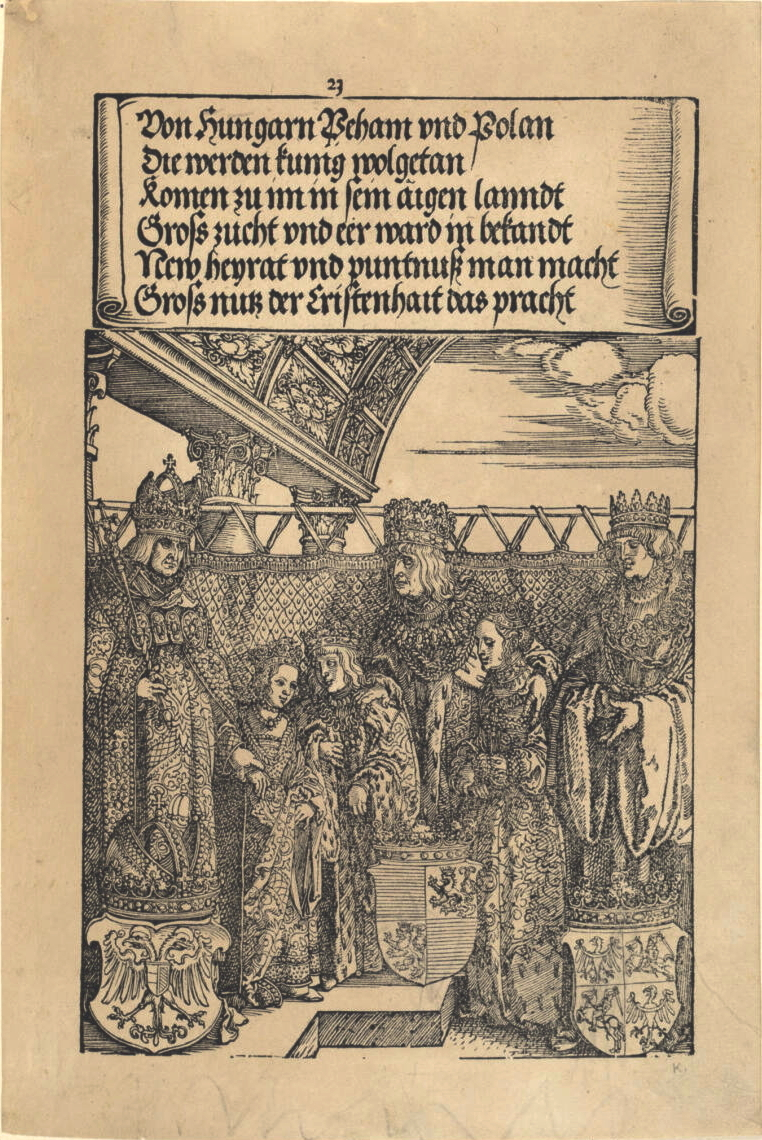
Wiener Fürstentag von 1515. v. l. n. r.: Kaiser Maximilian I., seine Enkelin Maria, Ludwig II. von Ungarn neben seinem Vater König Vladislav II. von Ungarn, seine Tochter Anna und sein Bruder König Sigismund I. von Polen

Sigismund war der fünfte Sohn von Kasimir IV. und Elisabeth von Habsburg, die eine Enkelin des römisch-deutschen Kaisers Sigismund von Luxemburg war. Sein ältester Bruder Vladislav war seit 1471 König von Böhmen und wurde zudem 1490 zum König von Ungarn gekrönt. Er übertrug ihm 1499–1506 das Herzogtum Glogau und 1501–1511 das Herzogtum Troppau, die beide ein Lehen der Krone Böhmen waren. Von 1504 bis 1506 war er zudem Landvogt der Oberlausitz und der Niederlausitz, woran das einzige erhaltene Monumentalrelief seines Prinzenwappens am Bautzener Matthiasturm erinnert, und von 1504 bis 1507 auch Oberlandeshauptmann in Schlesien.

### Königtum ab 1507
Sigismund folgte am 24. Januar 1507 seinen Brüdern Johann Albrecht († 1501) und Alexander († 1506) auf den polnischen Thron. Während seiner Herrschaft erreichte Polen seine größte Machtfülle. Zwischen 1490 und 1526 kontrollierten die Jagiellonen den von Ostsee und Böhmerwald (böhmische Krone bis 1526) bis zum Schwarzen Meer reichenden ostmitteleuropäischen Staatengürtel. 1526/1529 fügte er Masowien mit dem Zentrum Warschau dem Königreich an.
Allerdings waren die innenpolitischen Machtbefugnisse des Königs stark eingeschränkt, seit auf dem Sejm von Radom 1505 die Rechte der Szlachta gestärkt worden waren („Nihil Novi“). Seit 1518 unterstanden die Bauern nur der adligen Gerichtsbarkeit.
Um die Bedrohung der östlichen Grenzen durch das Großfürstentum Moskau und der südlichen Grenzen durch das Osmanische Reich und dessen Vasallen, das Khanat der Krim, abzuwehren, schloss Sigismund zusammen mit seinem Bruder Wladislaw II. auf dem Wiener Fürstentag 1515 ein Freundschaftsbündnis mit dem römisch-deutschen Kaiser Maximilian I. 1518 heiratete er Bona Sforza aus Mailand, die Nichte der 1510 verstorbenen Kaiserin Bianca Maria Sforza.
Nach jahrzehntelangen Auseinandersetzungen mit dem Deutschen Orden erkannte der Hochmeister, Sigismunds Neffe Albrecht von Brandenburg-Ansbach, 1525 die Lehnshoheit der polnischen Krone an. Albrecht wurde der erste Herzog von Preußen.
Ein großer Helfer in Sigismunds Kampf gegen die Tataren war der Schlesier Bernhard von Prittwitz, auch genannt „Terror Tartarorum“, später Starost von Bar. Weil Prittwitz für seinen überaus erfolgreichen Einsatz das Amt des Starosts und große Ländereien erhielt, sagten missgünstige adlige Oppositionelle Sigismunds Ehefrau Bona ein Liebesverhältnis mit Prittwitz’ Vater nach.
Sein Sohn Sigismund August wurde 1529 Vivente Rege, noch zu Lebzeiten des Vaters, vom Sejm zum Großfürsten von Litauen und König von Polen gewählt, daher rührt der Beiname „Der Alte“ für Sigismund I. Dies geschah nur unter Widerstand des Adels.

### Renaissance und Humanismus
Durch seine zweite Frau Bona aus Mailand verbreiteten sich in Polen die Ideen der Renaissance. Wissenschaft und Kultur blühten auf. Als Gäste kamen nach Polen Bartolomeo Berecci, Francesco Fiorentino, Santi und Mateo Gucci, Bernardo Morando, Giovanni Battista di Quadro und Hans Dürer. Die meisten Dekorateure kamen aus Italien und Deutschland und schulten eine Generation polnischer Künstler und Architekten. In der Wawelburg wurde das Innere im Renaissancestil durch Fiorentino und mit Hilfe des Benedikt von Sandomir umgewandelt. Dort entstand 1519 bis 1533 auch das Grabmonument in Kapellenform nach Plänen von Bartolomeo Berrecci und durch Santi Gucci. Das Jagdschloss der Jagiellonen in Niepołomice wurde ebenso umgestaltet. Zum nationalen Symbol ist die tonnenschwere König-Sigismund-Glocke im Wawelkathedralturm geworden, die außer an Festtagen an den entscheidenden historischen Tagen der polnischen Geschichte geläutet worden ist.
Auch humanistische Gelehrte zog es an den Hof und die Jagiellonen-Universität, vor Sigismund kamen bereits der Pole Gregor von Sanok und der Italiener Felippe Buonacorsi, vor allem aber Conrad Celtis  1489–1491, der die erste literarische Gesellschaft des Landes gründete, die Sodalitas litterarum Vistulana. Die Deutschen Rudolf Agricola, Caspar Ursinus Velius, Valentin Eck kamen nach Krakau. Der Buchdrucker Jost Ludwig Dietz (Decius) stieg zum Sekretär des Königs auf und schrieb 1521 De Sigismundi regis temporibus, worin er das „Goldene Zeitalter der polnischen Kultur“ beschrieb. Der Unternehmer und Bergbautechniker Johann Thurzo führte in frühkapitalistischer Art den Kupferhandel aus Ungarn ein und ließ bei Krakau erste Hüttenwerke bauen.
Königin Bona ist bis heute in Polen unvergessen geblieben, allerdings auch, weil sie den Lehren Machiavellis folgend eine breite Günstlingswirtschaft durch Ämtervergabe einführte und die Macht der Szlachta brechen wollte, die sich im Hühnerkrieg 1537 mit Hinweis auf die Incompatibilitas wehrte.
Auch war sie eine erbitterte Gegnerin der Reformation, die sich über die Deutschen in den Städten und beim oppositionellen Kleinadel ausbreiten konnte. In Danzig erzwang Sigismund 1526 die Rückkehr zu alten Lehre. Dennoch gab es in Posen (1530), Königsberg (Kleiner Katechismus 1530 in Polnisch gedruckt) und ab 1542 in Krakau (Francesco Lismanini) lutherische Kreise. Der polnische Primas, Jan Łaski, wirkte mäßigend ein. Daraus entstand die Forderung nach Religionsfreiheit, die der Sejm von Petrikau 1555 unter dem toleranteren Nachfolger festlegte, der mit Melanchthon und Calvin korrespondierte.

### Lebensende
Die sterblichen Überreste des Königs wurden in der Wawel-Kathedrale zu Krakau beigesetzt, wo sich sein Sarkophag in der Krypta unter der Sigismundkapelle befindet. Nach dem Tod Sigismunds I. wurde sein Sohn Sigismund August, der schon 1544 selbständig Amtsgeschäfte übernahm, letzter erblicher König von Polen und Großfürst von Litauen aus dem Geschlecht der Jagiellonen.
Sigismund war Mitglied des Ordens vom Goldenen Vlies.

## Nachkommen
Mit seiner ersten Frau Barbara Zápolya (1495–1515), einer Tochter des ungarischen Palatins Stephan Zápolya, die er 1512 ehelichte, hatte er zwei Töchter:
- Hedwig (1513–1573); verheiratet seit 1535 mit Joachim II. Hector, Kurfürst von Brandenburg
- Anna (1515–1520);

Im Jahr 1518 heiratete Sigismund Bona Sforza. Mit ihr hatte er sechs Kinder.
- Isabella (1519–1559); verheiratet seit 1539 mit dem ungarischen König Johann Zápolya
- Sigismund August (1520–1572); Großfürst von Litauen, König von Polen
- Sophia (1522–1575); verheiratet seit 1556 mit Heinrich II., Herzog von Braunschweig-Wolfenbüttel
- Anna (1523–1596); verheiratet seit 1576 mit dem polnischen König Stephan Báthory
- Katharina (1526–1583); verheiratet seit 1562 mit dem schwedischen König Johann III. Ihr Sohn Sigismund regierte später das Land 45 Jahre als Wahlkönig.
- Albrecht Jagiełło (*/† 20. September 1527), Prinz von Polen und Litauen

Aus seiner nichtehelichen Beziehung mit der böhmischen Mätresse Katharina de Thelnicz (?–1528) hatte er drei Kinder:
- Jan(usz) de Thelnicz (1499–1538); Bischof von Vilnius und Posen
- Regina Szafraniec (1500–1526); verheiratet mit dem Starost, Großgrundbesitzer und königlichen Sekretär Hieronim Szafraniec
- Katharina Gräfin von Montfort (1503–1548); verheiratet mit Graf Georg III. von Montfort